# Les Deux Cœurs du Yukon
Les Deux Cœurs du Yukon est une histoire en bande dessinée de Keno Don Rosa. C'est l'épisode numéro 8 ter de La Jeunesse de Picsou. Elle met en scène Balthazar Picsou, Goldie O'Gilt et Jules Ecoutum.

## Synopsis

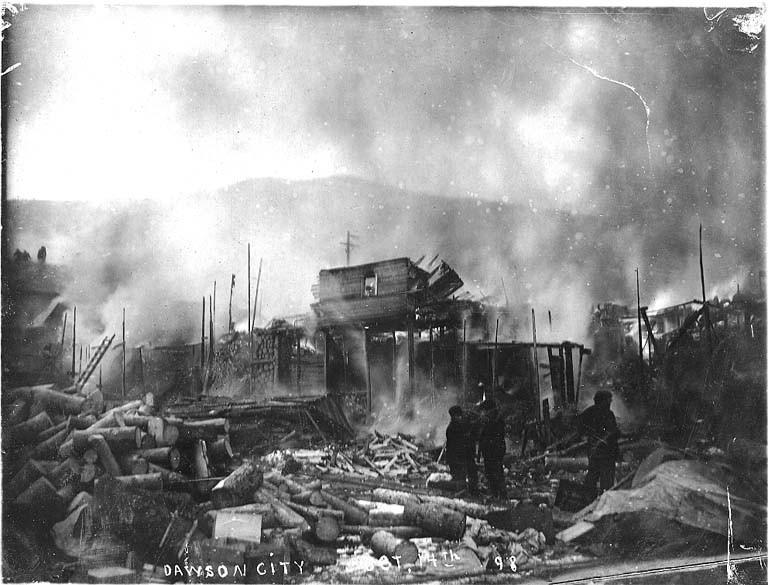
Vue photographique de Dawson après un incendie, 1898.

Un officier de la police montée, le colonel Sam Steele, arrive pour nettoyer Dawson, ville rongée par le vice et la pauvreté. Les malfrats mettent tout sur le dos de Balthazar Picsou et Goldie O'Gilt en profite même pour porter plainte contre lui.
Picsou, qui risque de perdre sa concession s'il est arrêté, court trouver Goldie dans la ville en flammes pour lui demander de retirer sa plainte. Il en profite pour sauver Jules Écoutum (le frère de Elvire Écoutum, qui deviendra Grand-Mère Donald) et retrouve Goldie dans son saloon. Picsou à l'entrée du saloon et Goldie est restée sur l'estrade, malgré le feu qui ravage le saloon. Pourtant, aucun dialogue n'a lieu entre les deux personnages car aucun des deux n'ose engager la conversation. Goldie décide alors de faire semblant de d'évanouir sous l'effet des flammes, ce qui pousse Picsou à courir vers elle pour tenter de la sauver. Mais des pompiers essayent d'éteindre le feu du saloon avec un tuyau gelé qui envoie un glaçon qui frappe Picsou à la tête et l'assomme. Goldie s'en aperçoit et traîne Picsou en dehors du saloon puis se met dans ses bras pour faire croire qu'il l'a sauvée.
Entre-temps, Jules Écoutum a discuté avec Sam Steele et lui a dit que tous les crimes dont était accusé Picsou étaient inventés par des bandits, puis Steele assiste au prétendu sauvetage de Goldie par Picsou, ce qui achève de le convaincre que Picsou était innocent. Il décide par conséquent de lui rendre sa concession. Ainsi, les choses s'arrangent : Goldie disparaît et Picsou est lavé de tout soupçon.

## Fiche technique
- Histoire n°D 95004.
- Titre en anglais : Hearts of the Yukon.
- Titre en français : Les Deux Cœurs du Yukon.
- 24 planches.
- Auteur et dessinateur : Keno Don Rosa.